# 清岡道之助
清岡 道之助（きよおか みちのすけ、天保4年10月20日（1833年12月1日） - 元治元年9月5日（1864年10月5日））は、幕末の土佐藩の志士。諱は成章、旭梅軒と号した。

## 概要
土佐国安芸郡田野村（現高知県安芸郡田野町）に、郷士・清岡春勝の長男として生まれる。左目を失明していたため、独眼竜と渾名されたと伝わる。弟は清岡公張。
少年時代、高松順蔵（坂本龍馬の姉千鶴の夫）に就いて経史を学び、のち高知城下へ出て、陽明学者岡本寧浦に師事した。江戸遊学の際は佐藤一斉から陽明学を学んだほか、軍学者若山勿堂の下で山鹿流の兵法、洋式兵学を学び、同門の佐々木高行等と窪田練兵場（若山勿堂の兵学師匠である窪田清音の道場）で鍛錬する。
文久年間に入ると勤王思想にも影響を受け、藩命で大坂に赴任したことを契機に志士として活動を開始した。文久2年（1862年）には京都で初めて武市瑞山と会い、大いに意気投合したという。
土佐勤王党に直接加盟こそしなかったが、勤王党の弾圧に際して武市らの解放を求める動きに安芸郡の頭領として加担し、捕えられて刑死した。明治24年（1891年）、従四位を追贈される。
清岡とともに野根山屯集を主導し、梟首となった清岡治之助（正道）は同族にあたり、勤王党の血盟書にもその名を連ねている。
子の清岡邦之助は生き延びて、維新後は慶應義塾に入る。後年、福澤諭吉の三女と結婚し、官僚となって中央官界で活躍した。
弟の清岡半四郎は三条実美の側近として禁門の変に参加、維新後は明治政府に出仕し、福島県権令、元老院議官、枢密顧問官を歴任し、子爵となった。

## 野根山二十三士の殉難

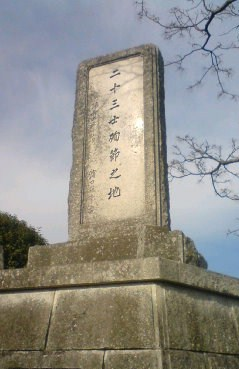
野根山二十三士の記念碑（田野町奈半利川河畔）

文久3年（1863年）の八月十八日の政変以後、前藩主山内容堂により勤王党の大弾圧が行われ、武市はじめ土佐勤王党の主要メンバーは軒並み投獄された。勤王派志士らは武市の救出による体制の立て直しを企図し、各地で指導的立場に立つ者が高知城下に集結して、その方法を協議することとなった。安芸郡の指導者であった清岡は、同志が一体となって藩庁に武市の解放を迫り、遠隔地の安芸・幡多二郡の志士は決起して威勢を示し、藩が要求を容れない場合は実力で獄舎を開放して、一同で長州に脱走するべきと主張した。しかし大石弥太郎ら多数派は、清岡の主張を過激すぎ、また武市は救出しても長州には行かないだろうと考えて同調しなかった。元治元年（1864年）6月、大石らは藩庁に対し正面から嘆願書を提出するが、要求は受け入れられなかった。
同年7月26日、清岡と配下・門弟併せて23名（「野根山二十三士」）は野根山街道の岩佐番所に武装して屯集し、武市の解放と藩政改革を訴えた。岩佐番所は土佐三関の一つに数えられる要害の地であり、かつ番頭・木下嘉久次は同志であった。目的が達せられない場合は国境を越え、海路にて京坂に向かい、禁門の変直後の京都において国事に尽力する計画であった。
野根山屯集の知らせは高知城下を大いに震撼させた。藩庁はこの行動を反乱とみなして強硬策を採ることとし、大監察・小笠原唯八率いる藩兵を派遣して鎮圧に向かった。これに対し清岡らは戦火を交えることなく阿波国へ逃れるが、海路での逃走には失敗し、阿波藩によって藩庁に引き渡された。再び野根山を超え9月3日に田野奉行所に収容され、2日後の9月5日、一切の取り調べもなされぬまま、奈半利川河原にて全員が斬首された。清岡の首は高知へ送られ鏡川河畔で三日間晒されたが、彼の妻は、遺体の首を繋ぎ合わせて葬ったという。
長州で清岡らの殉難の報に接した中岡慎太郎は、この事件を受けて「涙をかかへて沈黙すべし。外に策なし」と土佐の同志に対し自重を呼びかける手紙を送っている。
処刑された二十三士の墓は清岡家の菩提寺である福田寺（田野町）の境内にある。処刑地となった奈半利川河原は彼らを記念する公園となっており、浜口雄幸の揮毫による記念碑が建立されている。

## 家族
- 父・清岡春勝 - 郷士
- 弟・清岡公張
- 長男・清岡邦之助（1862年生） - 小田原電気鉄道、鐘淵紡績などの重役を務めた。妻の俊（しゅん）は福沢諭吉の三女。[6]
- 孫・清岡暎一（1902年生） - 邦之助の長男。慶應義塾大学名誉教授。妻の千代野は杉本鉞子の二女。

## 関連作品
漫画
- 武田鉄矢原作、小山ゆう作画『お～い!竜馬』（小学館）

## 関連人物
- 那須俊平
- 片岡直英
- 望月亀弥太
- 沢村惣之丞
- 那須信吾
- 中平定確
- 安藤正勝
- 田所重道
- 藤崎八郎
- 野老山吾吉郎
- 島浪間